# Stop-motion

Animació d'una moneda amb stop-motion.

L'animació en volum o animació fotograma a fotograma (també a vegades referida amb el seu terme en anglès, l''stop-motion') és una tècnica d'animació que consisteix en capturar fotografies consecutives d'un objecte movent-lo una mica entre fotografia i fotografia de manera que, visualitzant-les ràpidament, hom creu que l'objecte es mou.
Generalment, es denominen animacions d'stop-motion totes aquelles animacions que no són realitzades amb dibuixos animats (també anomenades animació tradicional 2D), ni tampoc creades completament dins l'ordinador (animació 3D), sinó que s'han creat a partir d'imatges de la realitat.
Així doncs, l'stop-motion es fa servir per a produir moviments animats de qualsevol objecte, tant si és rígid com modelable: joguines, blocs de construcció, ninots articulats, personatges creats amb plastilina... També es desenvolupen animacions en stop-motion força interessants amb altres materials, com ara la sorra, els retalls de paper o els guixos sobre terra i parets.
Podríem definir aquesta manera d'animar com animació en estat pur, ja que es construeix el moviment fotograma a fotograma, manipulant l'objecte o el ninot amb les pròpies mans, de manera progressiva, cap endavant, sense cap mena de possibilitat de retrocés.

## Història
L'stop-motion té una gran importància dins la història del cinema. Sovint, s'usava per a representar objectes que es moguessin sols, com si es tractés de màgia. El primer contacte amb aquesta tècnica es pot atribuir a Albert E. Smith i J.Stuart Blackton (que pertanyien a la companyia Vitagraph Studios) en el curt Humpy Dumpty Circus (1898), en el que un circ de joguina d'acròbates i animals cobra vida. Un dels màxims pioners que també tractà l'stop-motion fou el conegut Georges Méliès, que duria a terme la tècnica per primera vegada per a fer moure les lletres del títol d'una de les seves pel·lícules. A més a més, molts dels seus posteriors efectes especials partirien d'aquesta idea.
L'any 1907, J. Stuart Blackton estrena una nova pel·lícula en stop-motion anomenada The» Haunted Hotel, que esdevé un gran èxit. Al cap d'uns mesos, Segundo de Chomón (1871-1929) realitza L'hotel elèctric, i empra tècniques similars a les de la pel·lícula de Blackton. Amb el pas dels anys, el moviment pren força i la tècnica en qüestió arriba a tot Europa, on cal destacar el treball de Wladyslaw Starewicz, qui animà pel·lícules com The Beautiful Lukanida, The Battle of the Stag Beetles o The Ant and the Grasshopper.
Més endavant, neix la idea de fer servir l'argila com a material per a crear personatges i objectes, degut a la seva facilitat per a ser modelada. Un clar exponent d'aquest tipus de cinema fou Modelling Extraordinary, que va impressionar a les audiències l'any 1912. Una de les primeres animadores reconegudes en aquest àmbit va ser Helena Smith Dayton, que va estrenar la seva primera pel·lícula el 1917, com a adaptació de Romeu i Julieta, de William Shakespeare.
A principis dels anys 20, destaca la figura de Willis O'Brien, admirat per la seva feina a una de les filmacions que revolucionaria la indústria cinematogràfica: King Kong (pel·lícula de 1933), pel·lícula que fou possible a través de l'stop-motion. Tanmateix, cal destacar altres obres com l'exitosa The Lost World.

### Inicis
La tècnica de l'stop-motion fou iniciada per Albert E. Smith i J. Stuart Blackton amb el curtmetratge d'animació The Humpty Dumpty Circus. Fet el 1898 per Vitagraoh Studios, aquest curt  narra la història d'uns acròbates i uns animals d'un circ de joguina que cobren vida. El 3 d'abril de 1902, la pel·lícula Fun in a Bakery Shop també utilitzà aquesta mateixa tècnica. Aquesta pel·lícula de minut i mig de durada, dirigida per Thomas A. Edison,  narra la història d'un forner que fa diverses formes amb una massa de pa.
Dins del món de l'stop-motion, és de vital importància destacar el paper de Georges Méliès, qui, per dur a terme efectes especials, feia ús d'aquesta tècnica. Entre molts altres dels seus films, cal destacar El malson (1896) —un dels seus primers films— o el famós Viatge a la Lluna (1902). A part de fer ús d'aquesta tècnica per crear efectes especials, també la va fer servir en alguna ocasió per crear l'animació i el moviment de les lletres del títol dels seus films.
L'any 1907 van aparèixer dues noves produccions en stop-motion, que també cal esmentar: The Haunted Hotel, una pel·lícula de J. Stuart Blackton que va tenir un èxit rotund, i la pel·lícula L'hotel elèctric, de Segundo de Chomón. Un any més tard, el 1908, van aparèixer dos projectes de la mà de Billy Bitzer: A Sculptor's Welsh rarebit Dream i The sculpture Nightmare.

### Anys 10
Arribats al 1912, Roméo Bossetti, a Itàlia, va impressionar el públic amb el seu projecte d'animació The Automatic Moving Company. Dins d'Europa, és essencial parlar de la figura de Wladyslaw Starewicz, que va dur a terme l'animació de pel·lícules com The Beautiful Lukinda (1910), The Battle of the Stag Beetles (1910) o The Ant and the Grasshopper (1911). 
El desembre de 1916, Willie Hopkins va estrenar una sèrie de 54 episodis titulada Miracles in Mud, fent servir stop-motion amb figures d'argila. En aquell mateix any, una de les primeres dones reconegudes en el món de l'stop-motion, Helena Smith Dayton, va començar a experimentar amb aquesta tècnica fent figures d'argila també. La seva primera pel·lícula es va estrenar el 1917 i es tractava d'una adaptació de Romeu i Julieta, de William Shakespeare. 

### Anys 20 – 50

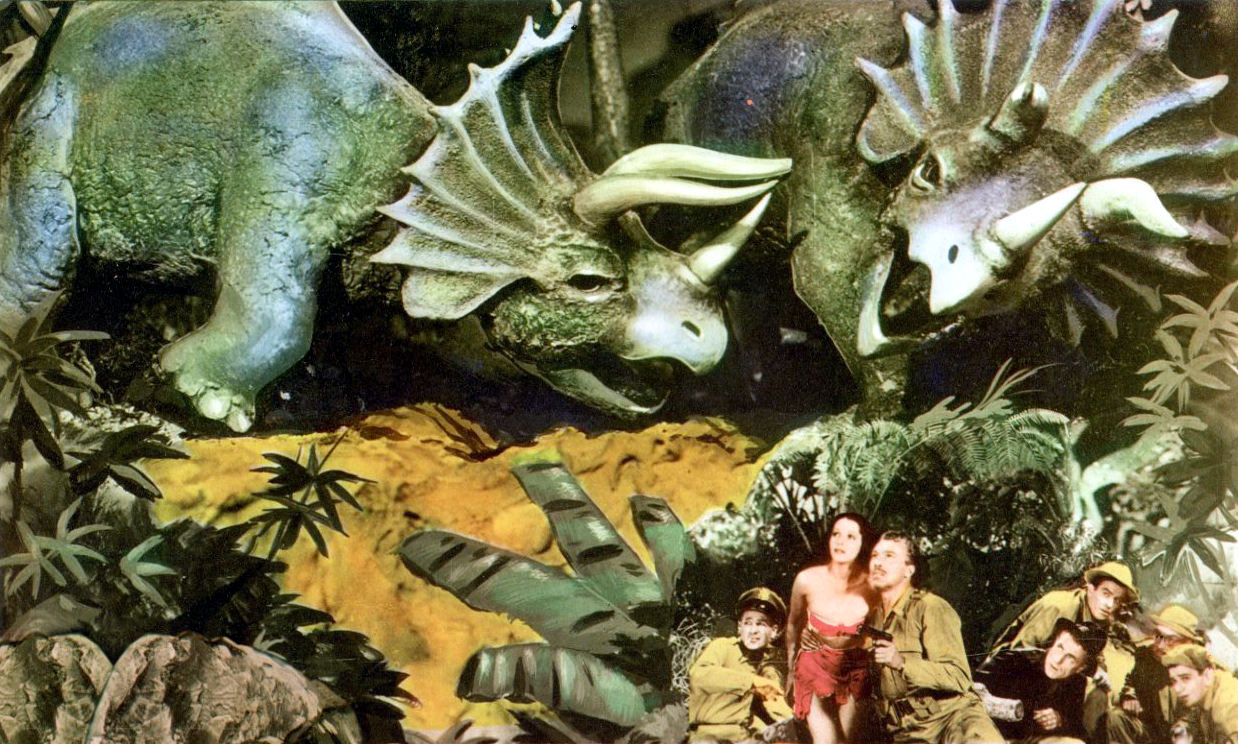
Lost Continent, 1951

Entrats a la dècada dels anys 20, l'animador i guionista Willis O'Brien començà a fer-se un lloc en el món de l'stop-motion. Tot i que ja havia fet altres obres, com The Dinosaur and the Missing Link: A Prehistoric Tragedy (1915), durant els anys 20 va començar amb el seu treball The Lost World (1925), on barrejava dinosaures creats amb stop-motion i actors reals, encara que, uns anys més tard, assolí l'èxit rotund amb la seva obra magna: King Kong, feta l'any 1933.
Un successor d'O'Brien fou Ray Harryhausen, qui havia treballat amb l'il·lustre director en el rodatge de Migthy Joe Young (1949). Després d'això, Harryhausen va aplicar la tècnica de l'stop-motion en els seus films al llarg de les següents tres dècades. The Beast from 20,000 Fathoms (1953), It Came from Beneath the Sea (1955), Jason and the Argonauts (1963), The Golden Voyage of Sinbad (1973) i Clash of the Titans (1981). Una altra figura a destacar dins d'aquesta etapa daurada fou George Pal, i cal destacar la seva obra més famosa, The War of the Worlds (1953).

### Anys 1960 i 1970
Entrada la dècada dels anys seixanta, el director d'animació Eliot Noyes Jr. va perfeccionar la tècnica de "forma lliure" amb figures d'argila a la pel·lícula Clay (Or the Origin of Species), gràcies a la qual va rebre una nominació a l'Òscar el 1965. Dins la filmografia de Noyes, també caldrà destacar l'ús de l'stop-motion a la pel·lícula Sandman (1975) per animar la sorra en moviment.
El 1975, el cineasta i animador Will Vinton inicià un projecte amb l'escultor Bob Gardiner per crear una pel·lícula experimental anomenada Closed Mondays que es va convertir en la primera pel·lícula d'stop-motion en guanyar un Oscar. Will Vinton va seguir exerimentant amb aquesta tècnica amb obres com The Great Cognito, Creation, o Rip Van Winkle, les quals van ser nominades per l'acadèmia a rebre un Oscar, encara que cap va ser guardonada. L'any 1977, Vinton va fer un documental titulat Claymation on parlava sobre el seu estil d'animació i el procés que duia a terme per fer les seves pel·lícules, el qual va anomenar "claymation" i que va donar nom al títol del documental. Poc després d'aquest documental, el terme va ser registrat com a marca per Vinton per diferenciar el treball del seu equip a altres que havien estat o estaven començant a fer ", animació amb plastilina".
L'animació amb el moviment de titelles es va començar a utilitzar l'any 1977 amb l'oscaritzada The Sand Castle, produïda per l'animador Co Hoedeman. Hoedeman va ser un director i animador protegit pel National Film Board del Canadà, una agència de les arts cinematogràfiques del govern canadenc que donava suport als animadors dins el món cinematogràfic. Un pioner de múltiples pel·lícules de stop motion que també cal comentar fou Norman McLaren, que va agafar de molts altres animadors per crear les seves pròpies obres. Va fer pel·lícules com Neighbours el 1952 amb la qual va ser oscaritzat.
Mentre això passava, a Itàlia també hi va arribar la tècnica de l'stop-motion de la mà de Francesco Misseri. Quaq Quao feta el 1978 és una sèrie de vint-i-sis episodis d'animació que va fer amb stop-motion així com The Red and the Blue o Mio and Mao, ambdues series d'animació. Una altra producció europea relacionada amb les sèries d'animació creada a partir de l'stop-motion fou The Moomins, que va crear Tove Jansson l'any 1979.
Disney també va entrar en el món de l'stop-motion i ho va fer amb l'ajuda del director i animador independent Mike Jittlov, que va fer la primera animació amb el famós ratolí Mickey Mouse en un curt titulat Mouse Mania, i que formà part d'un especial de televisió per commemorar el cinquanté aniversari del ratolí l'any 1978. L'any següent, el 1979, Jittlov va tornar a treballar amb Disney per fer el film animat The Black Hole. 

### 1980 fins a l'actualitat
En els anys 1970 i 1980, Industrial Light & Magic també intordueixen l'ús de l'stop-motion com a model d'animació en pel·lícules com la trilogia original de Star Wars. També se'n va fer ús en pel·lícules com Raiders of the Lost Ark d'Indiana Jones, o les dues primeres pel·lícules de la sèrie RoboCop.
Al Regne Unit, Aardman Animations va seguir creixent. El canal 4 va finançar una nova sèrie d'animació stop-motion anomenada Conversation Pieces, basada en gravacions reals que havien sigut gravades. El 1980, Marc Paul Chinoy va dirigir el primer llargmetratge d'animació amb figures d'argila: una pel·lícula basada en la famosa tira còmica Pogo, titulat I Go Pogo. Tot i que es va emetre per cadena, mai es va llançar comercialment.
L'stop-motion també va ser utilitzat per a algunes escenes de la seqüència final de la pel·lícula Terminator i per a les escenes de les naus alienígenes de Batteries Not Included de Steven Spielberg (1987), animades per David W. Allen. El treball d'Allen també es pot veure en altres pel·lícules com The crater Lake Monster (1977), Q,- The Winged serpent (1982), The Gate (1986) i Freaked (1993).
El 1985, Will Vinton i el seu equip van llançar un ambiciós llargmetratge en stop motion anomenat The Adventures of Mark Twain. L'equip de Vinton també va crear el rei Nome de Disney de Return to Oz, per al qual va rebre una nominació a l'Oscar pels efectes especials visuals. A la dècada dels 80 i principis dels 90, Will Vinton es va fer molt conegut per totes les seves obres comercials, així com amb campanyes de stop motion incloent The california Raisins.
També són remarcables les pel·lícules del realitzador txec Jan Švankmajer, que barreja stop motion i actors en viu. En són exemples les pel·lícules Alice, una adaptació de les aventures d'Alicia al país de les meravelles de Lewis Carroll, i Faust, una versió de la llegenda alemanya. Pel que fa a l'escola txeca cal destacar la sèrie de Pat i Mat, creada l'any 1979 per Lubomír Beneš i Vladimír Jiránek i encara present avui dia.
Ja a finals de la dècada dels 80 trobem el film Who Framed Roger Rabbit on també hi ha una mescla d'animació amb actors reals. Cap al final de la dècada dels 90, Will Vinton va llançar la primera sèrie de televisió de stop motion en horari prime time anomenada The PJs, juntament amb Eddie Murphy. La sèrie va guanyar un premi Emmy i va durar tres temporades.
Arribats a la dècada del 2000, malgrat la digitalització i els avenços tecnològics en l'animació, cal destacar la presència d'un nombre important de pel·lícules d'animació que han fet servir la tècnica de l'stop-motion. Nightmare before Christmas, James and The Giant Peach o Coraline, dirigides per Henry Selick i produïdes per Tim Burton, o The Corpse Bride i Frankenweenie, dirigides pel mateix Burton, són exemples d'aquests films de la dècada del 2000 que surten de la digitalització en l'animació. També cal destacar els personatges creats per Nick Park: Wallace i Grommit. Park va guanyar l'Oscar a la Millor Pel·lícula d'Animació per Wallace & Gromit: The Curse Of The Were-Rabbit. Chicken Run, fins a la data, és la pel·lícula d'animació stop motion que més diners ha recaptat. Altres pel·lícules que també cal comentar són The Secret Adventures of Tom Thumb (1993); Fantastic Mr. Fox dirigida per Wes Anderson l'any 2009; i Anomalisa (2015), nominada al millor film d'animació l'any 2016.

## Stop-motionen altres mitjans
Després de veure l'extensa història del mètode stop-motion a la televisió i al cinema, tampoc no hem d'oblidar la seva presència en altres mitjans.
Gràcies al programari modern que permet crear animacions stop-motion i a la possibilitat de publicació de vídeos en línia, molts joves s'han atrevit a experimentar en la creació de pel·lícules stop-motion. Molts d'ells converteixen l'animació amb plastilina pràcticament en un nou gènere.
Cal no oblidar el gènere musical, ja que el videoclip de la cançó «Her Morning Elegance», de la cantautora Orien Lavie's (penjat a YouTube el 19 de gener del 2009), utilitzava aquesta tècnica. El vídeo, dirigit per Lavie, Yuval, Merav i Nathan, va tenir un gran èxit amb més de 25,4 milions de visites, sense oblidar el fet que guanyessin la nominació de «Best Short Form Music Video als premis Grammy, el 2010.
La tècnica Stop-motion també ha sigut ocasionalment utilitzada per crear personatges de videojocs, com a alternativa de CGI. Per exemple, el joc "The Virgin Interactive Entertainment Mythos game Magic and Mayhem» (1998) va comptar amb criatures construïdes per l'especialista en stop-motion Alan Friswell, que va fer les figures en miniatura modelant argila i goma de làtex sobre estructures de filferro i articulacions de boles i endolls. Els models van ser animats en un framea la vegada i incorporats als elements CGI del joc a través de la fotografia digital. Altres exemples de l'ús d'stop-motion al món del videojoc són ClayFihgter per la Super NES o The Neverhood per a l'ordinador.
Stop-motion és un mètode de producció prominent pel Vine a causa de la seva durada de sis segons, una remasterització d'una tècnica que es remunta pràcticament als inicis del cinema.

## Mètodes i variants
Existeixen molts procediments d'animació en volum, el motiu és que aquesta tècnica d'animació és un procediment artístic i cada autor adequa aquesta tècnica a allò que vol expressar. Per això l'animació fotograma a fotograma posseeix una gran riquesa de mètodes i variants.
Podríem distingir dues grans variants d'animació fotograma a fotograma: la realitzada amb plastilina o qualsevol altre material mal·leable, (coneguda també amb la denominació anglesa claymation) i la realitzada amb objectes rígids.
Al seu torn, l'animació realitzada amb plastilina pot fer-se a l'estil lliure. És a dir, quan les figures es van transformant durant el progrés d'animació. Un exemple clar d'aquesta manera d'animar la trobem en l'obra Forest, de Allison Schulnik (2010).
D'altra banda, pot també orientar-se a personatges que mantenen una figura consistent en el transcurs de l'animació. Un clar exemple podem veure'l en totes les creacions de la productora anglesa Aardman Animations. Per a aconseguir una animació consistent, els personatges posseeixen una armadura articulada en l'interior que es recobreix de plastilina. L'australiana Mary and Max (2009) és una altra mostra d'aquesta manera de realitzar animacions fotograma a fotograma.
I de la mateixa manera, en l'animació realitzada amb objectes rígids també podríem diferenciar dues maneres de procedir. Una és quan s'utilitzen personatges amb rostres rígids (semblances a les marionetes) i articulacions construïdes generalment amb una armadura articulada interna (igual o similar a l'anteriorment descrita per als personatges de plastilina). Alguns exemples representatius són les pel·lícules The Nightmare Before Christmas (1993), Крокодил Гена / Gena the crocodille, de Roman Abelevich Kachanov (1969) i el curtmetratge Violeta, la pescadora de la mar negra (2006).
L'altra manera de procedir és quan s'utilitzen objectes no articulats; el moviment que es genera és més tosc, però no per això menys mancat d'expressivitat. Podem trobar un exemple molt representatiu d'aquesta manera d'animar en Panique au village (2009).
La pixilación és una variant en la tècnica de l'animació fotograma a fotograma que consisteix a prendre imatges d'una persona mantenint una postura fixa per a cada fotograma, convertint-se aquesta en una marioneta humana. Exemples d'això són les pel·lícules de Mike Jittlov com a assistent en The Wizard of Speed and Time (1980), el curtmetratge Gisele Kerozene (1989) i alguns treballs de l'animador escocès Norman McLaren. És de notar la combinació de pixilación amb animació de ninots filmats de manera simultània en Něco z Alenky / Alice, de Jan Švankmajer (1988).
Una altra variant de l'animació fotograma a fotograma és l'animació gràfica de fotografies (íntegrament o en parts). Alguns exemples representatius són Frank Film (1973), Braverman's Condensed Cream of Beatles (1972) i Cada dia passo per aquí (2004).
També és popular l'ús de figures LLEC o Playmobil en la realització d'animacions fotograma a fotograma no professionals. Alguns exemples molt populars en xarxes socials i plataformes de vídeos són Llec Black Ops de Keshen8, Llec Shopping de MICHAELHICKOXFilms i Playmobil: Rome-*The Siege of Jerusalem de AciesfFilms. The Magic Portal (1989), de Lindsay Fleay, va ser la primera animació realitzada amb figures de la marca LLEC.
Un altre mètode experimental d'animació fotograma a fotograma és l'animació de pantalla d'agulles (pinscreen), creat per Alexandre Alexeieff i la seva esposa Claire Parker, en 1931. El procés es duu a terme en una «pantalla» d'agulles, els quals gràcies a la llum, en moure aquestes agulles es creava un joc de llums i ombres, creant dibuixos. Alguns exemples representatius són Night on Bald Mountain (1933), i The Nose (1963). Aquest mètode és molt poc empleat a causa del molt temps que requereix, ja que cada imatge creada per les agulles es considera com un fotograma, sent que per cadascuna, s'han de moure les agulles per a recrear diferents imatges.

## Tècniques
Existeixen infinits processos d'animar amb la tècnica de l'stop-motion, això es deu al fet que aquesta tècnica es desenvolupa dins un procediment artístic, on cada autor la pot dirigir cap a allò que vol expressar. Per això, la tècnica de l'stop-motion posseeix una gran riquesa de mètodes i maneres d'animar.
Podríem diferenciar dues grans maneres d'animació stop-motion: la realitzada amb plastilina-claymation (o qualsevol altre material modelable) i la realitzada amb objectes rígids.
L'animació stop-motion realitzada amb plastilina, pot fer-se a l'estil lliure; és a dir, quan les figures es van transformant durant el procés de filmació. Un clar exemple d'aquesta forma d'animar la trobem en l'obra Forest, d'Allison Schulnik (2010).
O, d'altra banda, pot orientar-se cap a personatges que mantenen una forma consistent durant tot el procés d'animació. Podem veure un clar exemple en els treballs de la productora Aardman Animations.
Així doncs, perquè els personatges aguantin la seva forma origina, es construeixen amb una armadura a l'interior (a manera d'esquelet articulat) i es recobreixen amb plastilina (o també amb motlles fets de làtex). Mary and Max (2009) és una bona mostra d'aquesta manera d'animar en stop-motion.
D'altra banda, quan parlem d'animació realitzada amb objectes rígids, podríem diferenciar, també, dues maneres de procedir. Una d'elles, quan es fan servir personatges amb rostres rígids (semblants al de les titelles) i extremitats articulades mitjançant una armadura interna. Aquesta armadura-esquelet interna tant pot arribar a ser molt sofisticada i precisa (amb ròtules per a genolls i colzes) com senzilla i efectiva (amb filferro trenat per a braços, cames i coll). Alguns exemples representatius són les pel·lícules The Nightmare Before Christmas (1993), Крокодил Гена / Gena the crocodille (1969) i el curtmetratge Violeta, la pescadora del mar negre (2006).
L'altra manera de procedir és quan es fan servir objectes no articulats. El moviment que en surt és més bast, però no per això deixa de tenir una expressivitat. Podem trobar un exemple molt representatiu d'aquesta manera d'animar en Panique au village (2009).
La pixilació és una variant de la tècnica stop-motion que es basa en capturar imatges d'una persona o un grup de persones en posició aturada i variar la posició a poc a poc; d'aquesta manera, la persona o grup de persones es converteixen en titelles humanes. Millor és veure algun exemple per a fer-se a la idea d'aquesta manera de rodar: en alguns treballs de l'animador Norman McLaren, com ho és Neighbours.
Trobem una interessant combinació de pixelació i animació de ninots articulats, filmada de forma simultània, a Alice/Něco z Alenky (1988) de Jan Švankmajer i a The Secret Adventures of Tom Thumb(1993) realitzada per Bolex Brothers i dirigida per Dave Borthwick. També a The wizard of speed and time (1980), i en el curtmetratge Gisele Kerozene(1989).
Una altra variant de l'stop-motion és l'animació gràfica de fotografies. Trobem alguns exemples significatius a Frank Film (1973), Braverman's Condensed Cream of Beatles (1972) i Cada día paso por aquí (2004).
D'altra banda, per tal que aquesta tècnica permeti obtenir el grau d'expressivitat necessari per a narrar una ficció, és important que entre canvi i canvi hi hagi continuïtat. La recol·locació dels personatges per simular moviment es realitza generalment mitjançant la memòria muscular, i aquest aspecte ha generat molts inconvenients a l'hora de crear un efecte versemblant, perquè, contràriament als dibuixos animats bidimensionals, un cop es genera un canvi en el personatge, la posició anterior es perd definitivament.
Si bé és possible realitzar cada moviment de manera matemàticament calculada, per tal que els canvis siguin molt progressius i precisos, la realitat és que la major part dels films rodats amb aquesta tècnica han estat realitzats de manera menys precisa, amb la intuïció com a eina principal. Però això no vol dir que la tecnologia no hagi elaborat una sèrie de dispositius que facilitin aquesta tasca.
Un recurs destacable emprat per rodar aquest tipus de films és la reproducció dels fotogrames anteriors de manera que el creador pugui veure'ls al mateix temps que el fotograma actual, que es sobreposa als altres per tal d'alinear-lo amb la resta, i visualitzar millor els petits canvis que trobem d'un fotograma a l'altre. Així, aquests són el més progressius possible i, per tant, la continuïtat és major. 
En aquest sentit, és destacable l'efecte d'estroboscopi, que té lloc quan la direcció del moviment sembla interrompuda, la qual cosa crea una sensació de tremolor o retrocés i, fins i tot, d'aturada. Normalment, aquest efecte es produeix quan la càmera es mou a una velocitat que no és constant i que augmenta en relació amb el moviment de l'objecte al qual està filmant. En els dibuixos animats també podem trobar aquest efecte, però és més fàcil de corregir mitjançant el desenfocament d'una part de la imatge, que ajuda a definir la direcció del moviment, tot originant un efecte visual «d'estel» que indiqui cap a on està tenint lloc. Un exemple molt clar d'això són les situacions en les quals s'ha de simular el moviment circular d'una roda, ja que cada radi resulta idèntic a l'anterior, i tots acaben pràcticament a la mateixa posició que el radi anterior, de manera que pot generar-se una falsa il·lusió d'estatisme.
A més, en cas que l'objecte que es vulgui moure sigui un personatge mínimament antropomòrfic, una dificultat afegida és la consideració que tot moviment lleugerament contrari a l'anterior és interpretat per l'ull humà com a tremolor. És per això que, a banda de la direcció del moviment, els creadors tenen en compte l'aspecte orgànic d'aquest.
Una altra consideració tècnica important és la quantitat de canvis realitzats per fotograma. Normalment, aquestes pel·lícules d'stop-motion es poden filmar de dues maneres diferents: amb 24 fotogrames diferents per segon, o amb un canvi cada dos o tres fotogrames. La tria d'una o altra opció depèn bàsicament del tipus de personatges que tinguem i de les característiques dels materials amb què estan fabricats. Per exemple, no seria viable modelar figures de plastilina 24 vegades per segon, perquè requeriria massa temps i esforç. A més, probablement seria més difícil que els canvis quedessin precisos, i apareixerien moviments no desitjats.
És habitual que els canvis i petits moviments ocupin una part molt petita del fotograma, perquè d'aquesta manera cada fotograma coincideix molt més amb l'anterior, i l'efecte de fluïdesa és major.
Per acabar, un dels grans reptes a nivell tècnic en aquest tipus de films són els moviments de càmera, que a simple vista semblen molt més limitats. En un principi, era molt difícil realitzar-los, i sovint trobàvem una càmera estàtica, gairebé comparable al punt de vista d'un espectador teatral. Amb el temps, va tenir lloc la introducció de carrils per tal de dur a terme «tràvelings» que seguissin els personatges i que s'endinsessin més en el seu entorn. A més, es va acabar elaborant una sèrie de suports que permetien que la càmera es mogués sobre diversos eixos, fet que va comportar una destacable llibertat de moviments.
Però, sovint, aquesta introducció de la càmera entre l'escenografia obstaculitza molt el rodatge, perquè les figures han d'estar constantment sobre una determinada marca molt precisa, i és per això que moltes vegades els canvis del punt de vista han estat elaborats mitjançant efectes especials de manera digital, amb la intervenció dels ordinadors.

## Variacions de l'stop-motion

### Stereostòpicstop-motion
A través de la història del cinema, la tècnica stop-motion ha sigut rarament utilitzada en un stereoscopic 3D. El primer curt fet amb stop-motion 3D va ser Tune With Tomorrow (també conegut com a Motor Rhythm) el 1939 per John Norling. El segon llançament fet amb stereosòopic stop-motion va ser The Adventures of Sam Space el 1955 per Paul Sprunck. Finalment, el tercer i últim curt d'stop-motion 3D fou The Incredible Invasion of the 20,000 Giant Robots from Outer Space l'any 2000 per Elmer Kaan i Alexander Lentjes.
També hi ha el primer 3D stereoscòpic stop-motion i CGI curt en la història del cinema. El primer fou la pel·lícula Coraline (2009), dirigida per Henry Selick, basada en la novel·la de Neil Gaiman's. Posteriorment, també s'ha creat alguna altra, com per exemple ParaNorman. Un altre exemple recent de l'ús d'aquesta tècnica és el software de Nintendo 3DS, ja que ve amb l'opció d'«stop-motion videos», una actualització realitzada el 8 de desembre de 2011 com a sistema de la 3DS.

### Go-motion
Una altra variació més complicada de la tècnica stop-motion és go-motion, co-desenvolupada per Phil Tippett i utilitzada per primer cop per les pel·lícules The Empire Strikes Back (1980), Dragonslayer (1981), i les pel·lícules de RoboCop. Go-motion involucra la programació d'un ordinador per moure lleugerament les parts d'un model durant cada exposició de cada "frame" de la pel·lícula, combinat amb la tradicional manipulació amb la mà del model entre dos "frames", per tal que l'efecte motion blurring sigui més realista.
Tippett també ho va usar el procés de forma extensiva al seu curt de 1984 "Prehistoric Beast", en una seqüència de 10 minuts de durada que mostra la seqüència d'un dinosaure herbívor (Monoclonius), sent perseguit per un de carnívor (Tyrannosaurus). Amb nou material d'arxiu, "Prehistoric Beast" va esdevenir "Dinosaur!" el 1985, un documental de llarga durada conduït per Christopher Reeve. Aquestes proves de Phil Tippett's de go motion van actuar com a models de moviment pel seu primer foto-realistic ús dels ordinadors per representar dinosaures a Parc Juràssic el 1933.
Una versió manual de baixa tecnologia d'aquesta tècnica de motion blurring va ser originàriament pioner per Ladislas Starevich en l'era del cinema mut, i fou utilitzada pel llargmetratge The Tale of the Fox (1931).
Avui dia, el mètode mecànic per a aconseguir l'efecte motion blur emprant moviment no és gaire utilitzat, ja que és més complicat, lent i laboriós que fer-ho generant efectes digitals amb ordinadors. De totes maneres, la tècnica manté cert potencial a les produccions de pel·lícules d'animació stop motion, on els moviments dels ninots se suposa que han de ser realistes d'alguna manera. La tècnica motion blur es pot dur a terme digitalment a la postproducció utilitzant efectes especials a programes com l'After Effects, Boris FX, Combustion i altres similars.

## Llargmetratges d'animacióstop motion
| Any  | País         | Títol                                          | Director                       | Nota                                                     |
| ---- | ------------ | ---------------------------------------------- | ------------------------------ | -------------------------------------------------------- |
| 1975 | Noruega      | Flåklypa Grand Prix                            | Ivo Caprino                    |                                                          |
| 1993 | Estats Units | The Nightmare Before Christmas                 | Henry Selick                   |                                                          |
| 1996 | Estats Units | James and the Giant Peach                      | Henry Selick                   | Coproducció amb                                          |
| 2000 | Regne Unit   | Chicken Run                                    | Nick Park Peter Lord           | La Película en Stop Motion más taquillera "224 millones" |
| 2005 | Estats Units | Corpse Bride                                   | Tim Burton Mike Johnson        | Coproducció amb                                          |
| 2005 | Regne Unit   | Wallace & Gromit: The Curse of the Were-Rabbit | Nick Park Steve Box            | Coproducció amb                                          |
| 2008 | Austràlia    | $9.99                                          | Tatia Rosenthal                | Coproducció amb                                          |
| 2009 | Estats Units | Coraline                                       | Henry Selick                   |                                                          |
| 2009 | Austràlia    | Mary and Max                                   | Adam Elliot                    | Coproducció amb                                          |
| 2009 | Estats Units | Fantastic Mr. Fox                              | Wes Anderson                   | Coproducció amb                                          |
| 2009 | Bèlgica      | Panique au village                             | Stéphane aubier Vincent Patar  | Coproducció amb i                                        |
| 2012 | Estats Units | ParaNorman                                     | Sam Fell Chris Butler          |                                                          |
| 2012 | Estats Units | The Pirates! In an Adventure with Scientists!  | Peter Lord                     | Coproducció amb                                          |
| 2012 | Estats Units | Frankenweenie                                  | Tim Burton                     |                                                          |
| 2012 | Uruguai      | Selkirk, el verdadero Robinson Crusoe          | Walter Tournier                | Coproducció amb i                                        |
| 2014 | Estats Units | The Boxtrolls                                  | Graham Annable Anthony Stacchi |                                                          |
| 2015 | França       | La vida de Calabacín                           | Claude Barras                  | Coproducció amb                                          |
| 2015 | Estats Units | Anomalisa                                      | Charlie Kaufman Duke Johnson   |                                                          |
| 2015 | Regne Unit   | Shaun the Sheep Movie                          | Mark Burton Richard Starzak    |                                                          |
| 2016 | Estats Units | Kubo y las dos cuerdas mágicas                 | Travis Knight                  | Coproducció amb                                          |
| 2018 | Estats Units | Isla de perros                                 | Wes Anderson                   |                                                          |
| 2018 | Regne Unit   | Early Man                                      | Nick Park                      |                                                          |
| 2019 | Regne Unit   | Farmageddon: Shaun the Sheep                   | Richard Goleszowski            |                                                          |
| 2019 | Estats Units | Missing Link                                   | Chris Butler                   |                                                          |
| 2022 | Estats Units | Pinocho                                        | Guillermo del Toro             | Coproducció amb                                          |
| 2023 | Regne Unit   | Chicken Run: Dawn of the Nugget                | Sam Fell                       | Coproducció amb                                          |

## Videoclips, sèries i publicitat
Aardman Animations, usant la tècnica de la pixilació, va realitzar el vídeo per a Peter Gabriel Sledgehammer i la sèrie de curtmetratges per a la cadena de televisió BBC titulats Angry Kid (protagonitzats, aquests últims, per un actor real que porta una màscara; La postura de l'actor i l'expressió de la màscara van ser lleugerament alterades a cada fotograma). El vídeo musical de la cançó Us de Regina Spektor està realitzat, en certs fragments, així. El vídeo musical a partir de tècniques de fotograma a fotograma és el creat per Oren Lavie per a la seva cançó Her Morning Elegance.
El 2004 la banda musical anglesa The Cure va utilitzar aquesta tècnica per al seu videoclip de la cançó The end of the world.
El 2014 Alberto Serrano i Nívola Uyá van utilitzar aquesta tècnica animant retallades de paper per al tema Live for the Moment, de la banda irlandesa Verona Riots.
Un altre exemple de vídeo musical amb la tècnica, és el creat per al senzill Ja no jalaba del grup musical mexicà Panda. Amb la tècnica fotograma a fotograma també està animat Domo-kun, la mascota de la cadena de televisió NHK del Japó. Un exemple de sèrie de TV feta amb aquesta tècnica d'animació és Els PJ, els personatges són figures fetes de filferro cobertes d'escuma de làtex.

## Festivals
Alguns festivals cretas per la tècnica són:
- Stop Motion Barcelona Short Film Festival
- Stop Motion Montreal
- Stop Motion México
- Stop Motion Brasil